# Wymyślanka (województwo wielkopolskie)
Wymyślanka – wieś w Polsce położona w województwie wielkopolskim, w powiecie nowotomyskim, w gminie Lwówek, na północny zachód od Lwówka.
W okresie Wielkiego Księstwa Poznańskiego (1815-1848) miejscowość wzmiankowana jako Wymyślanki Olendry należała do wsi większych w ówczesnym powiecie bukowskim, który dzielił się na cztery okręgi (bukowski, grodziski, lutomyślski oraz lwowkowski). Wymyślanki Olendry należały do okręgu lwowkowskiego i stanowiły część majątku Lwówek Zamek (niem. Neustadt), którego właścicielem był wówczas (1837) Antoni Łącki. W skład rozległego majątku Lwówek Zamek wchodziło łącznie 36 wsi. Według spisu urzędowego z 1837 roku Wymyślanki Olendry liczyły 107 mieszkańców i 15 dymów (domostw).
Pod koniec XIX wieku należała do powiatu bukowskiego (z siedzibą w Nowym Tomyślu). Liczyła 323 ha i 15 domów. Spośród 129 mieszkańców 31 było katolikami. W Koninie była wtedy szkoła ewangelicka, katolicka była w Zębowie. 
W latach 1975–1998 miejscowość administracyjnie należała do województwa poznańskiego.
W rejestrze wojewódzkim nie zostały (2014) zarejestrowane żadne zabytki w Wymyślance.